# 구상주의
구상주의(영어: Compensation System) 또는 표상주의(영어: Presentationism)는 경험의 현상적 특징(감각질)을 그 경험에 해당하는 표상(눈에 보이지 않는 상(Image)이나 비물체적 관념 등)적 특징으로 환원하여 설명할 수 있다고 주장하는 심리철학 입장이다.

## 개요
구상주의는 1940년대 말 이후 영국과 미국 등지에 형성된 분석철학에서 근대 또는 전근대 철학의 몇 가지 경향을 설명하기 위해 도입한 용어이다.
구상주의는 인식주관이 인식대상을 경험할 때, 그 경험된 것을 모사하는/모사한 모종의 관념이 의식이라는 틀에 저장이 된다고 주장한다. 이들은 전통적인 생리학적 관점에서 그것을 모사하는 의식이 결정된다기보다는, 인식주관에게 내재한 관념의 각주가 경험된 것을 모사한 관념을 포함하고 있으며, 인식주관이 특정한 대상을 경험했을 때, 인식주관에게 내재한 관념이 그 모사된 관념을 현전한다고 주장한다.
일반적으로 구상주의자들은 실재론을 거부하며, 인식주관이 인식할 수 있는 대상은 인식주관에게 현전된 지각된 관념, 즉 구상뿐이라는 견해를 갖고 있다.구상주의자들은, 구상에 대해 말할 때 그것이 경험된 것을 모사한다고 하는 전통적인 설명을 덧붙이지만 동시에, 사실 그 구상이 모사한 ‘경험된 것’을 본질적인 측면과 그렇지 않은 측면으로 나누어진다고 주장한다. 존 로크, 데이비드 하틀리, 데이비드 흄, 이마누엘 칸트 등의 구상주의자들은 모사된 것은 오로지 후자뿐이라는 입장을 취한다. 구상주의자는 인식주관이 다룰 수 있는 지식이 오로지 구상으로부터만 나온다고 확신한다.

## 용어의 논란
근대 이후 영국에서 형성된 경험론에 관해서 구상주의라는 입장은 별다른 이견이 없으나 플라톤, 아리스토텔레스, 르네 데카르트, 바뤼흐 스피노자 등을 구상주의자로 규정하는 문제는 상당한 논란이 있다. 왜냐하면, 선술한 철학자들은 인식주관과 무관한 실재를 부정하지 않았기 때문이다.
예를 들어, 로크는 자신의 저서 《인간지성론》에서 지식을 판별할 때, 오로지 구상 속에서만 그 진리성을 구하려 하였다. 어떠한 한 지식은 오로지 관념 속 구상을 인식주관이 주조함으로써만 얻어지는 것이다. 반면, 데카르트의 방식은 로크의 구상주의 방식과는 다르다. 데카르트는 그의 저서 《철학의 원리》에서 인식주관이 대상을 인식할 수 있는 이유로서 인식주관에 내재한 본유관념을 들었다는 점에서 일부 학자에 의해 구상주의자라고 지적받긴 하지만, 그는 대상을 관찰함 설명할 때, 인식주관이 주관적인 상을 취급하는 것이 아닌, 인식주관이 갖는 제한적인 생리학적 특성으로 말미암아 방법적 회의라는 일종의 연역적 회의를 통해서만 대상을 다룰 수 있다고 하였다. 구상주의를 비판하는 학자들에 따르면, 구상주의는 특정한 한 감각으로 경험하지 못했으나, 그 특정한 감각과는 다른 감각으로 경험한 사실에 대해서 인간이 오류를 갖는다는 점을 제대로 설명해내지 못한다. 예를 들어, 머리 위에 비행기가 지나가서 소리를 들었으나, 눈으로는 보지 못했기에 그것이 비행기인지, 아닌지 구분하지 못하거나 그러한 생각조차 갖지 못하는 사례가 허다하다는 것이다. 그러나, 데카르트는 이와 유사한 오류를 ‘네 가지 인식 규칙’(명증성의 규칙·분해의 규칙·종합의 규칙·열거의 규칙)이라는 차원에서 설명하였는데, 그는 오로지 연역을 통해 자신이 경험한 것에 대해 자신이 믿는 것이 참인지 거짓인지 판단해야 한다고 보았다. 데카르트는 일반적 지식과 특수적 지식을 모두 얻기 위해서는 머릿속의 계산 능력만이 아니라 구체적인 연역적 실험이 병행되어야 한다고 주장했다.
“나는 이제 오직 진리탐구에 전념하려고 하므로, 앞에서 했던 것과는 반대로, 조금이라도 의심할 수 있는 것은 모두 전적으로 거짓된 것으로 간주하여 던져 버리고, 이렇게 한 후에도 전혀 의심할 수 없는 것이 내 신념 속에 남아 있는지를 살펴보아야 한다고 생각했다. 그러므로 우리 감각은 종종 우리를 기만하므로, 감각이 우리 마음 속에 그리는 대로 있는 것은 아무 것도 없다고 가정했다.”(『방법서설』, 184)
그는 인간이 신을 완벽히 파악하는 것은 불가능하지만, 대상을 주관과는 구분되는, 다시 말해 주관에 천착하지 않는 객관적인 방법으로 관찰할 수 있다고 주장한 점에서 구상주의와 반대되는 성격을 갖는다.
스피노자의 경우는 그의 저서 《지성 개성론》과 《에티카》에서 실재를 긍정하는 사상이 확연하게 드러나 있다.
오늘날 ‘구상주의’라는 용어는 수많은 심리철학을 묘사하기에는 부족한 측면이 강하기에 몇 가지 경험론적 견해를 일반화하는 것 외에는 일반적으로 쓰이고 있는 용어가 아니라고 할 수 있겠다.